# Фрегаты типа «Баден-Вюртемберг»
Фрегаты типа «Баден-Вюртемберг» (F125) — тип фрегатов ВМС Германии, которые строятся консорциумом «ARGE F125», являющимся совместным предприятием компаний ThyssenKrupp Marine Systems и Lürssen. Хотя корабли официально классифицируются как фрегаты, по своим размерам они сравнимы с эсминцами. Имея водоизмещение более 7200 тонн, они являются самыми крупными в мире кораблями, классифицированными как фрегаты. Предназначены для замены фрегатов типа «Бремен»

## Конструкция

### Концепции
В отличие от фрегатов типа «Бремен», которые проектировались исходя из концепций применения флота в условиях Холодной войны, фрегаты типа F125 будут иметь расширенные возможности для ударов по береговым объектам, необходимые для предполагаемых операций по поддержанию мира и принуждения к миру. С этой целью фрегаты оснащаются также нелетальным оружием.

### Основные характеристики
Основной целью разработки было снижение радио-, инфракрасной и акустической сигнатур (технология «стелс») по типу разработанных ранее фрегатов типа «Бранденбург» и более поздних фрегатов типа «Саксония» и корветов типа «Брауншвейг».
Другим важным требованием был длительный цикл технического обслуживания. Фрегат должен обходиться без технического обслуживания в порту в течение двух лет, выполняя при этом операции средней интенсивности в течение 5000 часов в год (загрузка около 60 %), включая операции в условиях тропиков. С этой целью корабль оснащён комбинированной энергетической установкой типа CODLAG. Это позволяет заменить мощные ходовые дизели и более мелкие дизель-генераторы набором дизелей средних размеров, уменьшая количество используемых типов двигателей.
Чтобы повысить живучесть фрегатов, наиболее важные системы корабля дублированы, как минимум, дважды в различных частях корабля. Это хорошо видно на примере надстройки, которая состоит из двух раздельных пирамидальных структур. Антенны радара с активной фазированной решёткой Cassidian TRS-4D распределены по двум пирамидам. Это гарантирует, что радар останется работоспособным даже при серьёзных повреждениях, вызванных аварией или ударом противника. Это обеспечивает также работоспособность радара при поломке отдельных элементов и отсутствии запасных частей.
Первоначальная серия из четырёх фрегатов заказана ВМС Германии 26 июня 2007 года. Суммарная стоимость первых четырёх кораблей составит 2,2 млрд евро. В апреле 2007 года заключён контракт с фирмой Finmeccanica на поставку лёгких 127-мм артиллерийских установок Otobreda Vulcano, а также дистанционно управляемых башен для них. От первоначально планировавшихся 155-мм артиллерийской установки MONARC и ракетной пусковой установки GMLRS пришлось отказаться из-за проблем с разработкой корабельных модификаций этих сухопутных систем.

## Состав серии
| Бортовой номер | Название                | Позывной сигнал | Верфь                       | Заложен    | Спущен на воду | Передан ВМС | В строю    |
| -------------- | ----------------------- | --------------- | --------------------------- | ---------- | -------------- | ----------- | ---------- |
| F222           | Баден-Вюртемберг        |                 | ThyssenKrupp Marine Systems | 02.11.2011 | 31.03.2014     | 30.04.2019  | 17.06.2019 |
| F223           | Северный Рейн-Вестфалия |                 | Lürssen                     | 24.10.2012 | 09.04.2015     | 01.09 2017  | 10.06.2020 |
| F224           | Саксония-Анхальт        |                 | ThyssenKrupp Marine Systems | 04.06.2014 | 04.03.2016     | 30.03.2021  | 17.05.2021 |
| F225           | Рейнланд-Пфальц         |                 | Lürssen                     | 29.01.2015 | 24.05.2017     |             | 13.07.2022 |

Для четырёх фрегатов предусмотрено создание восьми экипажей A — H (Alpha — Hotel), которые в рамках концепции сменных экипажей будут, ротируя, проходить различные фазы обучения, тренировок и выполнения задач, не будучи закреплёнными за конкретным кораблём. Цикл — 4 месяца.

## Фото

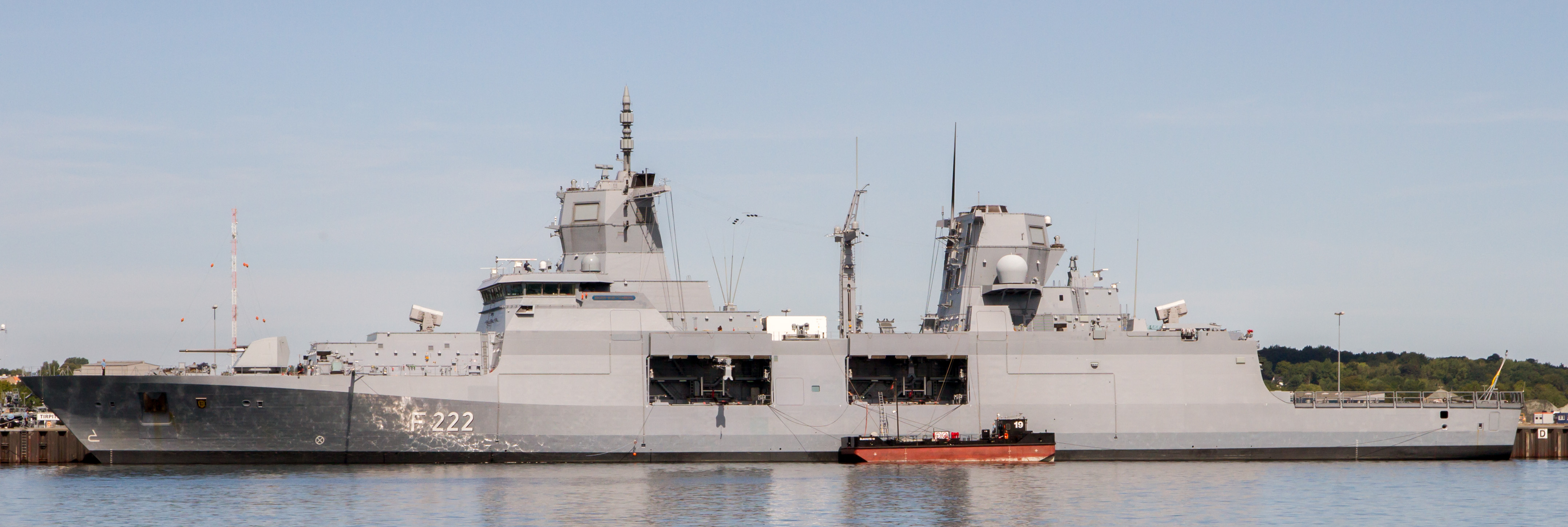
«Баден-Вюртемберг» (F222)
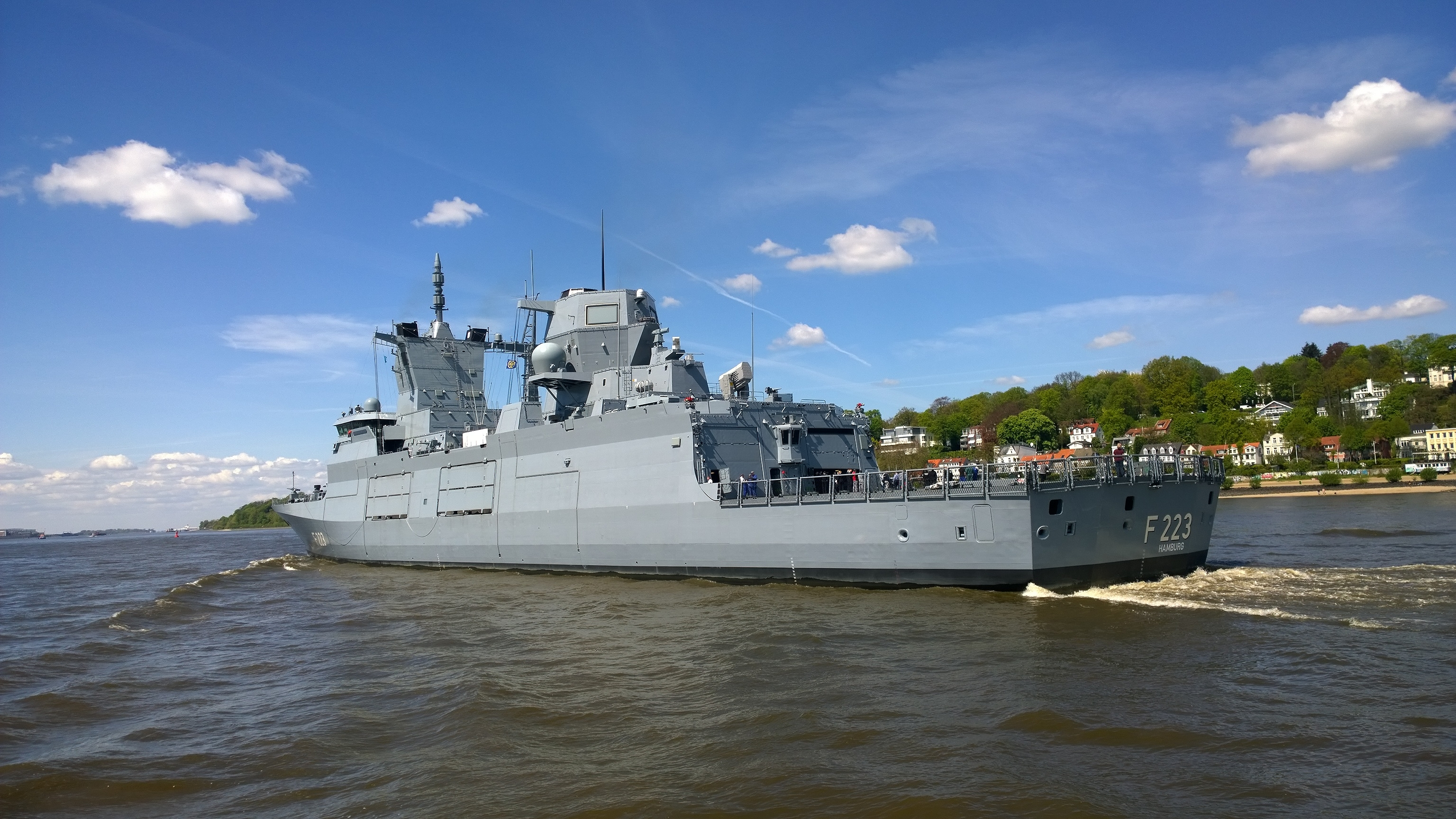
«Северный Рейн-Вестфалия» (F223) - вид на корму
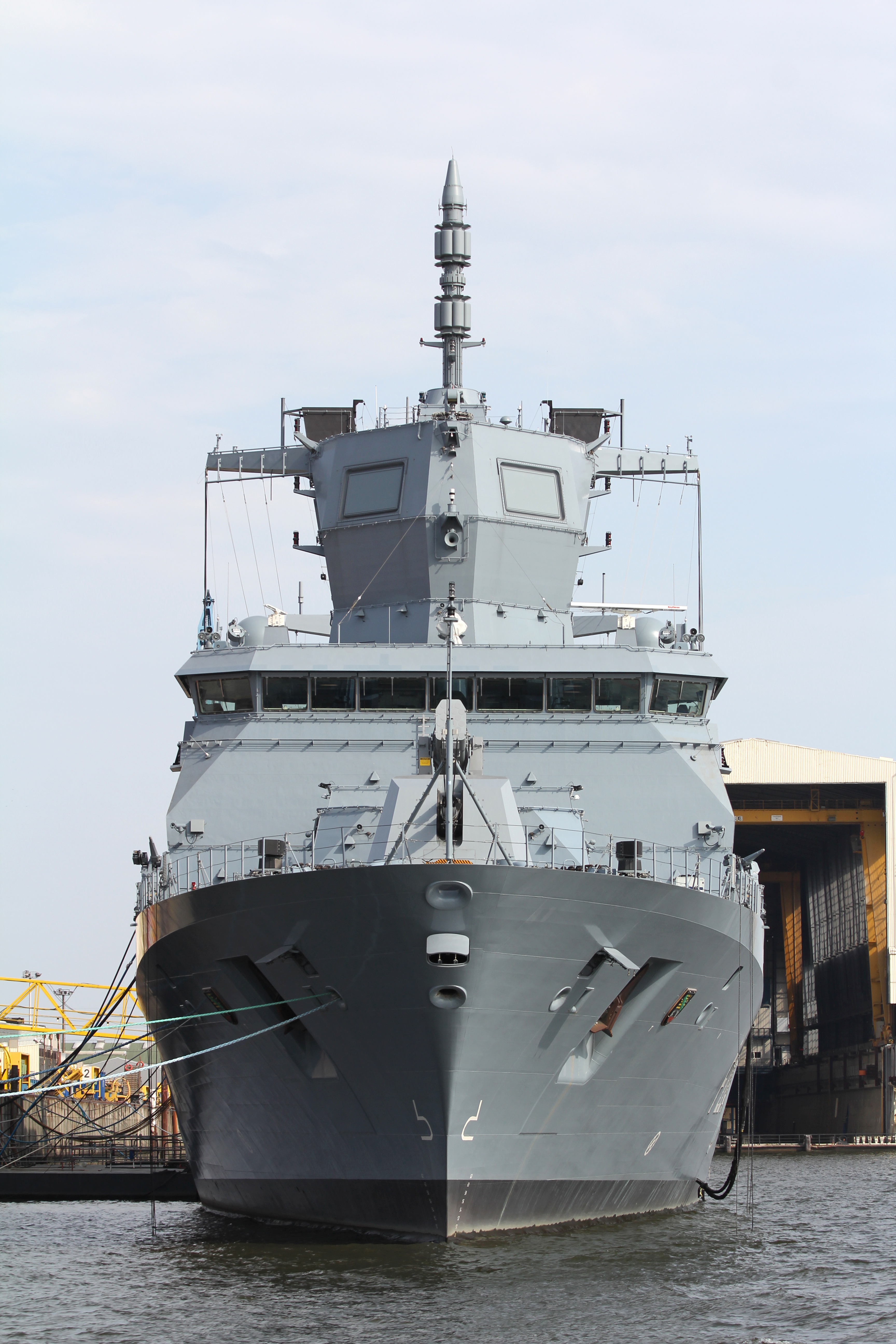
«Саксония-Анхальт» (F224)
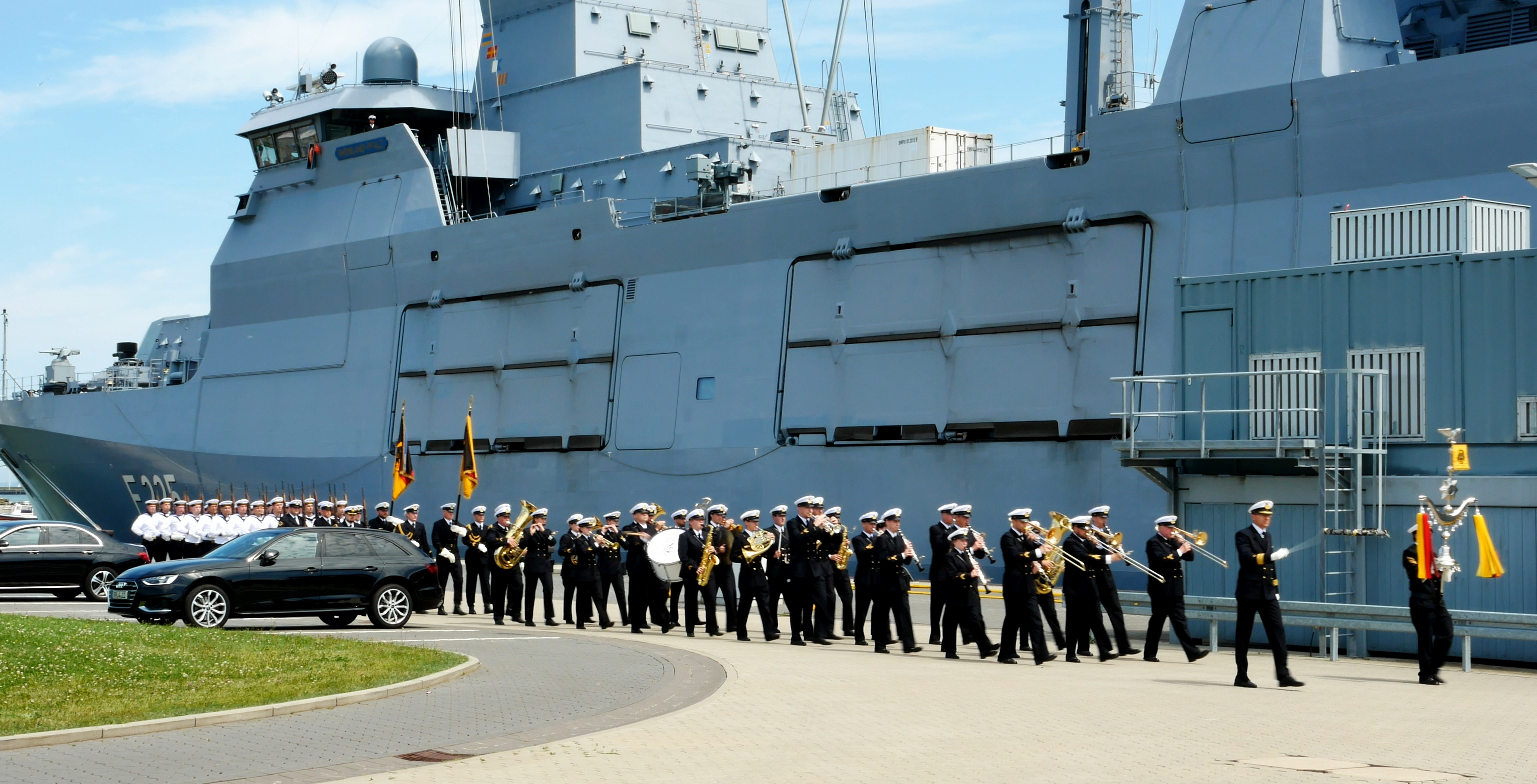
«Рейнланд-Пфальц» (F225)